# Шуц (Айфель)
Шуц (нем. Schutz) — община в Германии, в земле Рейнланд-Пфальц.
Входит в состав района Вульканайфель. Подчиняется управлению Даун. Население составляет 148 человек (на 31 декабря 2010 года). Занимает площадь 9,04 км².